# Nepalbekassine
Die Nepalbekassine (Gallinago nemoricola) ist eine Art aus der Gattung der Bekassinen (Gallinago) innerhalb der Familie der Schnepfenvögel (Scolopacidae). Im englischen Sprachraum wird die Art als Wood snipe bezeichnet.

## Merkmale
Wie alle Bekassinen hat die Nepalbekassine einen sehr langen, schlanken Schnabel und ein bräunlich gemustertes Gefieder. Im Vergleich zu anderen in der Paläarktis verbreiteten Bekassinen ist sie jedoch mit 28 bis 32 cm etwas größer. Sie hat einen dunklen Rücken und breite, abgerundete Flügel, die denen der etwa gleich großen Doppelschnepfe (G. media) ähneln. Der Mantel und die Schulterblätter sind schwärzlich und von markanten cremefarbenen Streifen umrandet, während die Unterflügel ein dichtes schwarzes Linienmuster auf weißlichem Grund aufweist. Der Kopf ist gelbbraun und schwärzlich gestreift. Im Flug ähnelt die Nepalbekassine der Waldschnepfe (Scolopax rusticola), was durch ihre vergleichsweise langsamen Flügelschläge noch verstärkt wird. In der Paläarktis haben nur die Einsiedlerbekassine (G. solitaria) und die Japanbekassine (G. hardwickii) eine ähnliche Länge, sind aber deutlich weniger massig und haben deutlich schmalere Flügel und meist schnellere Flügelschläge. Die Beine der Nepalbekassine sind grünlich. Der anhaltende und fast froschartige Revierruf der Nepalbekassine ist die einfachste Möglichkeit die Art zu erkennen.

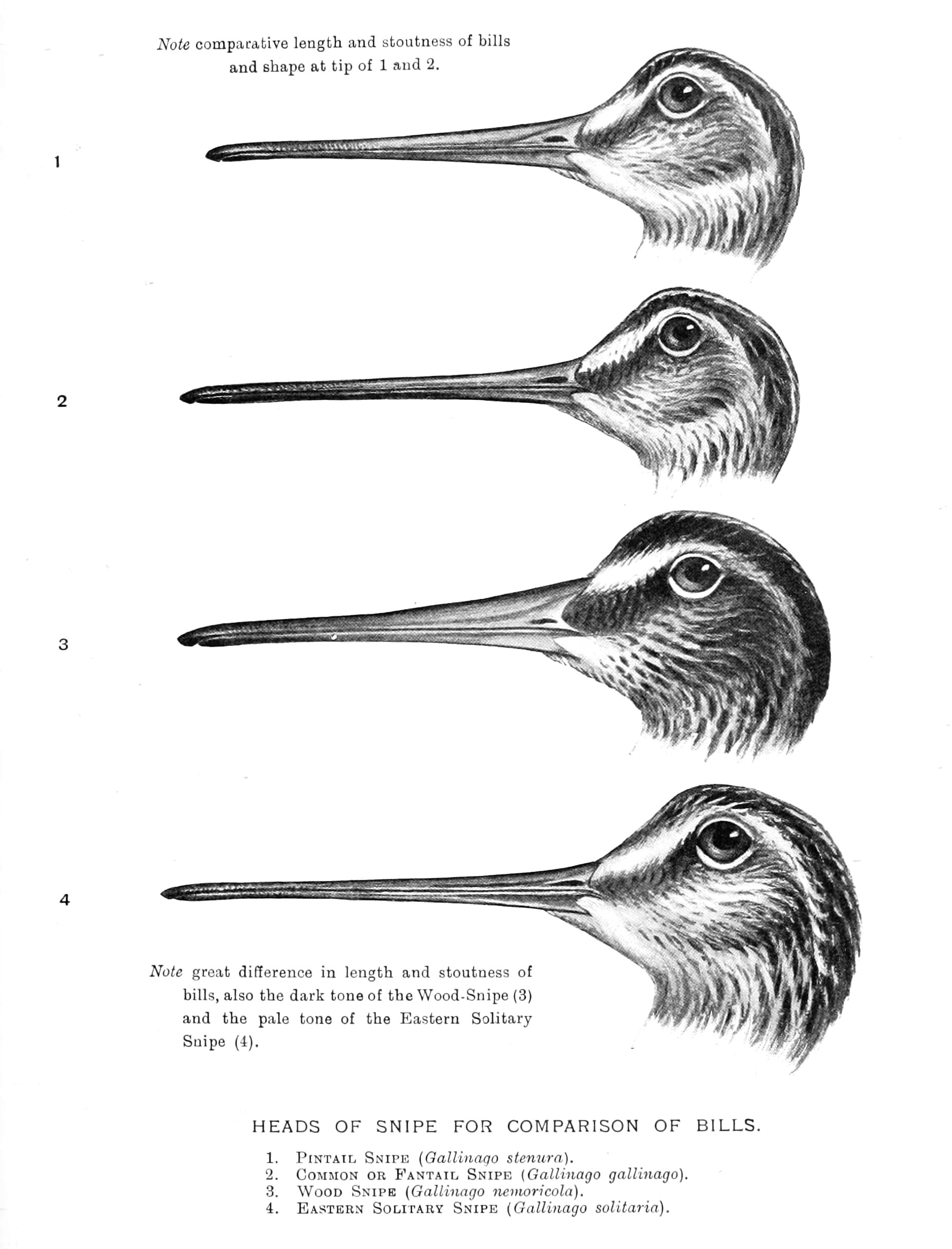
Köpfe verschiedener Bekassinen, darunter der Nepalbekassine als drittes von oben
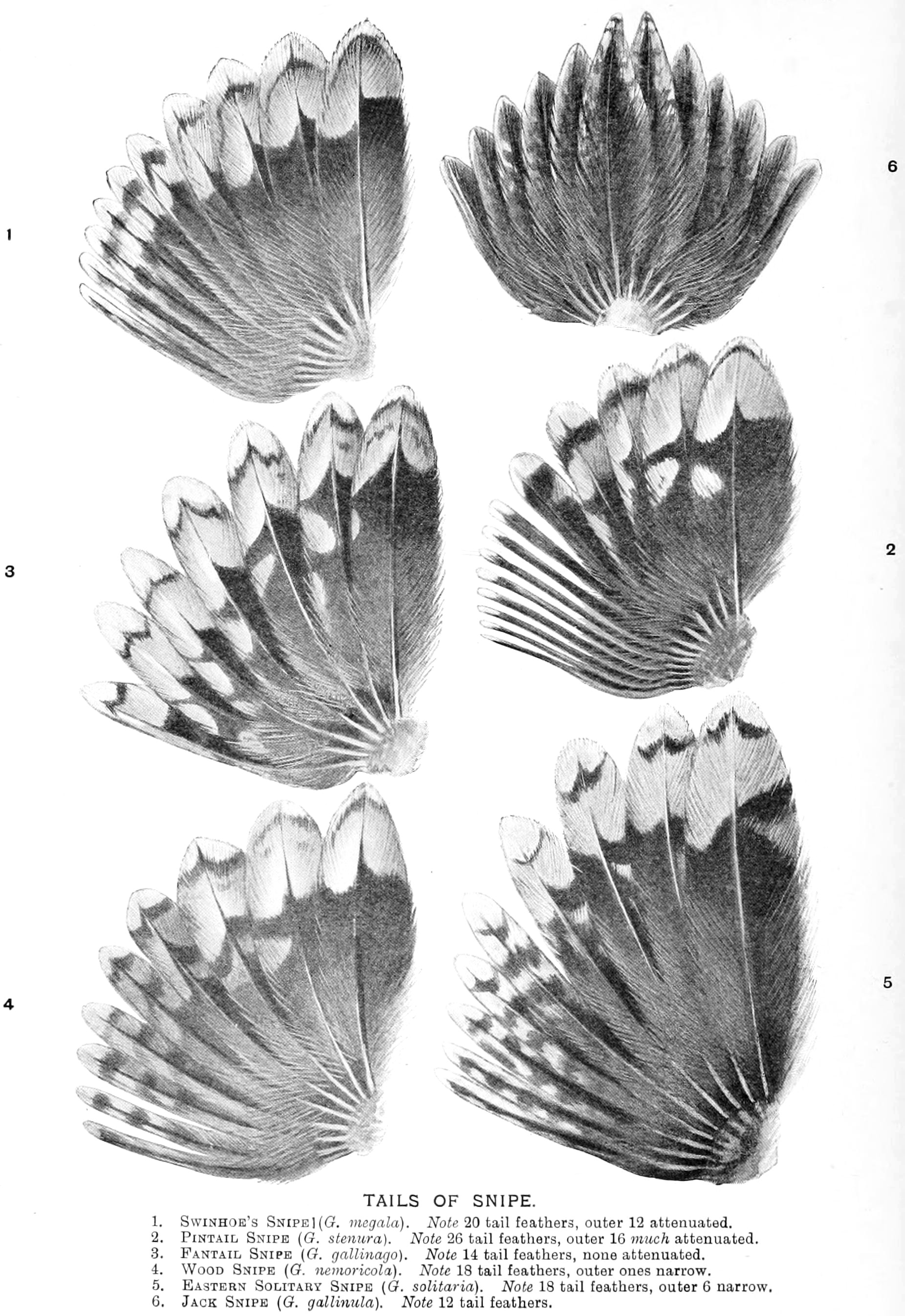
Steuerfedern verschiedener Bekassinen, darunter der Nepalbekassine links unten
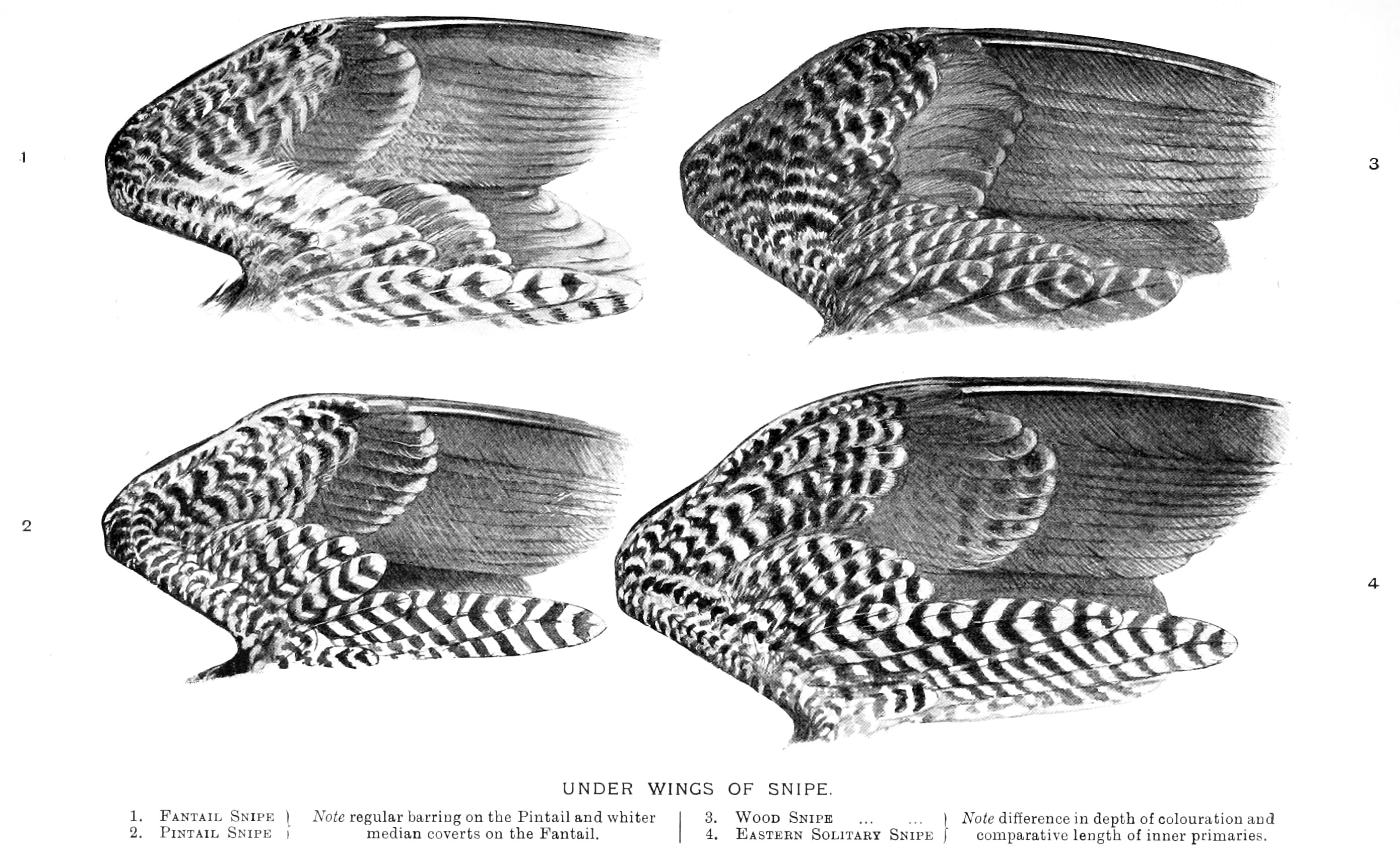
Bänderung der Unterflügel verschiedener Bekassinen, darunter der Nepalbekassine rechts oben

## Verbreitungsgebiet und Lebensweise
Die Art ist in Indien, Nepal, Bhutan und im Südwesten Chinas (Tibet, Sichuan und möglicherweise Yunnan) verbreitet und kommt im Winter auch weiter südlich in Nord-Vietnam, Nord-Thailand, Laos, Süd-Indien, Sri Lanka, Bangladesch und Myanmar vor. Die Vögel brüten von April bis Juni im Himalaya und in Tibet. Im Winter leben sie am Rand von immergrünen Wäldern und in sumpfigem Grasland und Buschwerk unter 3000 m bis teilweise in die Tieflandebenen. Die Nepalbekassine ist dämmerungsaktiv und hört für gewöhnlich mit dem Rufen auf, sobald es hell ist.

## Gefährdung und Schutz
Die IUCN stuft die Art als gefährdet ein. Der Bestand wird auf 2500 bis 10.000 adulte Vögel geschätzt, was einer Gesamtpopulation von etwa 3500 bis 15.000 Individuen entspricht. Der Bestand in den Überwinterungsgebieten in Indien, Nepal, Bhutan, Laos, Thailand und Myanmar ist zurückgegangen. In Nepal wird er auf weniger als 100 Vögel geschätzt. Die Hauptbedrohung ist der Verlust an Lebensräumen von immergrünen Wäldern und Feuchtgebieten. Die Nepalbekassine kommt in zahlreichen Schutzgebieten vor, darunter in China im Wolong-Naturreservat, in Nepal in den Nationalparks Langtang, Sche-Phoksundo, Makalu-Barun und Sagarmatha sowie den Annapurna und Kanchenjunga Conservation Areas, in Vietnam im Hoang Lien Nature Reserve und in Bhutan im Wildschutzgebiet Bumdeling.

## Taxonomie
Die Art wurde 1836 von dem britischen Ethnologen und Naturforscher Brian Houghton Hodgson wissenschaftlich erstbeschrieben.